# 拉萨勒普吕内
拉萨勒普吕内（法語：La Salle-Prunet，法語發音：[la sal pʁynɛ]）是法国洛泽尔省的一个旧市镇。2016年1月1日，拉萨勒普吕内和相邻的弗洛拉克合并为市镇弗洛拉克三河镇。

## 地理
拉萨勒普吕内（44°18'59"N, 3°36'48"E）面积18.5 平方千米，位于法国奧克西塔尼大區洛泽尔省，该省份为法国南部内陆省份，北起上盧瓦爾省和康塔爾省，西接阿韦龙省，南至加尔省，东临阿尔代什省。
与拉萨勒普吕内接壤的市镇（或旧市镇、城区）包括：贝杜埃斯、勒蓬德蒙韦尔、圣于连达尔帕翁、圣洛朗德特雷沃、弗洛拉克、贝杜埃斯-科屈雷斯、弗洛拉克三河镇、蓬德蒙韦尔-叙德蒙洛泽尔、康和塞文。

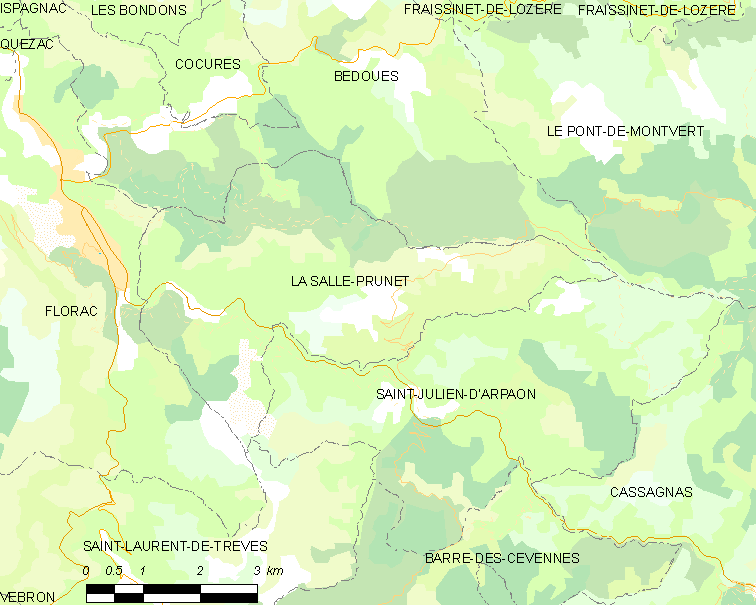
拉萨勒普吕内的OSM定位图

拉萨勒普吕内的时区为UTC+01:00、UTC+02:00（夏令时）。

## 行政
拉萨勒普吕内的邮政编码为48400，INSEE市镇编码为48186。

## 政治
拉萨勒普吕内所属的省级选区为弗洛拉克三河镇县。

## 人口

1962-2008年间拉萨勒普吕内人口变化图示

拉萨勒普吕内于2018年1月1日时的人口数量为178人。